# Sci di fondo ai XXI Giochi olimpici invernali - Sprint a squadre maschile
Nello sci di fondo ai XXI Giochi olimpici invernali la gara sprint a squadre maschile sulla distanza di 1,5 km si disputò in tecnica libera il 22 febbraio, dalle ore 11:30 sul percorso che si snodava nel Whistler Olympic Park con un dislivello massimo di 25 m; presero parte alla competizione 22 squadre nazionali, ognuna composta da due atleti, che percorsero sei frazioni di 1,5 km ciascuna
Detentrice del titolo era la nazionale svedese, vincitrice della competizione tenutasi a Torino 2006 a tecnica classica; i fondisti che formavano quella squadra, ovvero Björn Lind e Thobias Fredriksson, non furono però inclusi nel duo che gareggiò a Vancouver, sostituiti da Marcus Hellner e Teodor Peterson.

## Risultati

### Semifinali
Dalle ore 11:30 si disputarono le due semifinali. Accedettero alla finale le prime tre classificate in ognuna delle semifinali, più le autrici dei quattro migliori tempi tra le squadre escluse.

#### Semifinale 1
| Posizione | Nazione       | Atleti                            | Tempo   |
| --------- | ------------- | --------------------------------- | ------- |
| 1         | Russia        | Nikolaj Morilov Aleksej Petuchov  | 18:47.6 |
| 2         | Norvegia      | Øystein Pettersen Petter Northug  | 18:48.5 |
| 3         | Germania      | Tim Tscharnke Axel Teichmann      | 18:48.9 |
| 4         | Canada        | Devon Kershaw Alex Harvey         | 18:49.2 |
| 5         | Finlandia     | Lasse Paakkonen Ville Nousiainen  | 18:54.3 |
| 6         | Polonia       | Maciej Kreczmer Janusz Krężelok   | 19:07.2 |
| 7         | Slovacchia    | Ivan Bátory Michal Malák          | 19:07.5 |
| 8         | Estonia       | Anti Saarepuu Peeter Kümmel       | 19:27.6 |
| 9         | Lituania      | Modestas Vaičiulis Mantas Strolia | 19:43.1 |
| 10        | Cina          | Sun Qinghai Xu Wenlong            | 19:43.6 |
| NC        | Gran Bretagna | Andrew Musgrave Andrew Young      |         |

#### Semifinale 2
| Posizione | Nazione     | Atleti                              | Tempo   |
| --------- | ----------- | ----------------------------------- | ------- |
| 1         | Rep. Ceca   | Dušan Kožíšek Martin Koukal         | 18:43.1 |
| 2         | Francia     | Vincent Vittoz Cyril Miranda        | 18:43.8 |
| 3         | Italia      | Cristian Zorzi Renato Pasini        | 18:43.9 |
| 4         | Stati Uniti | Torin Koos Andrew Newell            | 18:43.7 |
| 5         | Kazakistan  | Nikolaj Čebot'ko Aleksej Poltoranin | 18:45.3 |
| 6         | Svizzera    | Eligius Tambornino Dario Cologna    | 18:54.6 |
| 7         | Giappone    | Nobu Naruse Yuichi Onda             | 18:54.8 |
| 8         | Svezia      | Marcus Hellner Teodor Peterson      | 19:06.5 |
| 9         | Romania     | Paul Pepene Petrică Hogiu           | 19:09.2 |
| 10        | Australia   | Ben Sim Paul Murray                 | 19:57.0 |
| NC        | Bielorussia | Sjarhej Dalidovič Leanid Karnienka  |         |

### Finale
Disputata alle 13:25.
| Posizione | Nazione     | Atleti                              | Tempo   | Distacco |
| --------- | ----------- | ----------------------------------- | ------- | -------- |
| 1         | Norvegia    | Øystein Pettersen Petter Northug    | 19'01"0 |          |
| 2         | Germania    | Tim Tscharnke Axel Teichmann        | 19'02"3 | +1"3     |
| 3         | Russia      | Nikolaj Morilov Aleksej Petuchov    | 19'02"5 | +1"5     |
| 4         | Canada      | Devon Kershaw Alex Harvey           | 19'07"3 | +6"3     |
| 5         | Kazakistan  | Nikolaj Čebot'ko Aleksej Poltoranin | 19'07"5 | +6"5     |
| 6         | Rep. Ceca   | Dušan Kožíšek Martin Koukal         | 19'13"8 | +12"8    |
| 7         | Francia     | Vincent Vittoz Cyril Miranda        | 19'18"7 | +17"7    |
| 8         | Italia      | Cristian Zorzi Renato Pasini        | 19'21"1 | +20"1    |
| 9         | Stati Uniti | Torin Koos Andrew Newell            | 19'21"6 | +20"6    |
| 10        | Finlandia   | Lasse Paakkonen Ville Nousiainen    | 19'50"8 | +49"8    |